# Холи Хил (Јужна Каролина)
Холи Хил (енгл. Holly Hill) град је у америчкој савезној држави Јужна Каролина.

## Демографија
По попису из 2010. године број становника је 1.277, што је 4 (-0,3%) становника мање него 2000. године.
| Група             | 2000.       | 2010.       |
| Белци             | 622 (48,6%) | 509 (39,9%) |
| Афроамериканци    | 641 (50,0%) | 704 (55,1%) |
| Азијати           | 1 (0,1%)    | 11 (0,9%)   |
| Хиспаноамериканци | 6 (0,5%)    | 34 (2,7%)   |
| Укупно            | 1.281       | 1.277       |